# Lonchaeidae
Lonchaeidae es una familia de moscas Acalyptratae. Hay alrededor de 500 especies descritas en 9 géneros. Generalmente son moscas robustas con cuerpos negro azulados o de color metálico. Se encuentran en zonas boscosas de todo el mundo, excepto en regiones circumpolares y Nueva Zelanda.

## Descripción
Son moscas pequeñas de color negro o azul negruzco, a menudo con brillo metálico y con alas transparentes sin manchas negras. La cabeza es hemisférica (más corta que alta) y la lúnula está bien definida. El tercer segmento antenal is generalmente alargado y las antenas son decumbentes. Los ocelos están presentes y hay setas postocelares divergentes. La frente es angosta en los machos y ancha en las hembras. Hay un par de setas orbitales en la cabeza. La venación de las alas es completa. La costa tiene dos interrupciones, cerca de la vena humeral y antes de la vena subcostal. La vena subcostal es de tamaño variable. La vena anal es corta. El aabdomen es oval y algo aplanado, en las hembras tiene un ovipositor largo y esclerotizado, de forma triangular.
Esta familia se distingue de Periscelididae por la vena subcostal, de Sapromyzidae por la ausencia de setas tibiales preapicales al menos en las tibias anteriores y posteriores y de Pallopteridae por la presencia de setas propleurales en la lúnula frontal.

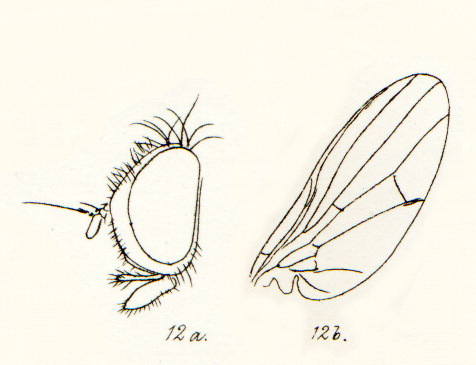
Detalles morfológicos de Lonchaeidae

## Biología
Las larvas son principalmente fitófagas, se alimentan de tejidos vegetales dañados, también pueden ser coprófagas, micófagas, saprófagas o depredadoras. Las larvas se encuentran bajo la corteza de árboles, en túneles hechos por escarabajos de la corteza, en madera en descomposición y otros materiales vegetales en descomposición o desechos, como estiércol. Las larvas de algunas especies forman agallas en plantas (incluyendo cereales); otras viven en frutas jugosas (por ejemplo higos). Las moscas se encuentran en los troncos de árboles, tocones, madera cortada, hojas y en pasto. Algunas especies son plagas de la agricultura.
La pupa está dentro de un pupario.
Algunas especies son plagas agriculturales especialmente en la región neotropical. Neosilba perezi (Romero & Ruppel), la mosca de los brotes de casava es una plaga de estas plantas (Manihot esculenta Crantz). Dasiops passifloris McAlpine infecta las frutas de pasionaria Passiflora pallida L. en las Américas. Especies del género Earomyia son plagas de abedules y abetos, destruyendo las semillas y los conos. La mosca negra de los higos Silba adipata McAlpine es una plaga de estos árboles. Lonchaea chorea busca los seres humanos y puede ser una molestia.

## Lista de géneros
Lista de géneros con número aproximado de especies vivientesː
- Subfamilia Dasiopinae
  - Género Dasiops Rondani 1856, (A veces escrito Dasyops) 126 especies
- Subfamilia Lonchaeinae
  - Género Chaetolonchaea Czerny 1934, 7 especies
  - Género Earomyia Zetterstedt 1842, 22 species
  - Género Lamprolonchaea Bezzi 1920, (A veces escrito Lamprolonchea) 19 especies
  - Género Lonchaea Fallen 1820, 209 especies
  - Género Neosilba McAlpine 1982, 40 especies
  - Género Protearomyia McAlpine 1962, 6 especies
  - Género Setisquamalonchaea Morge 1963, 4 especies
  - Género Silba MacQuart, 1851, 89 especies

## Identificación
- Czerny, L. 1934. Lonchaeidae. In: Lindner, E. (Ed.). Die Fliegen der Paläarktischen Region 5, 43, 1-40.. Keys to Palaearctic species but now needs revision (in German).
- Morge, G. (1963) Die Lonchaeidae und Pallopteridae Österreichs und der Angrenzenden Gebiete. 1. Teil: Die Lonchaeidae. Naturkundliches Jahrbuch der Stadt Linz 9: 123-313.
- Morge,G. 1959, 1962. Monographie der palearktischen Lonchaeidae Beitr. z. Entom., vol. 2, pp. 1–92, 323-371, 909-945; vol. 12, pp. 381–434.
- Shtakel'berg, A. A. Family Lonchaeidae in Bei-Bienko, G. Ya, 1988 Keys to the insects of the European Part of the USSR Volume 5 (Diptera) Part 2 English edition. Keys to Palaearctic species but now needs revision.
- Séguy, E. (1934) Diptères: Brachycères. II. Muscidae acalypterae, Scatophagidae. Paris: Éditions Faune de France 28.BibliothequeVirtuelleNumerique pdf
- MacGowan, I. & Rotheray, G. (2008) British Lonchaeidae (Diptera, Cyclorrhapha, Acalyptratae). Royal Entomological Society of London Handbook 10(15).
- K. G. V. Smith, 1989 An introduction to the immature stages of British Flies. Diptera Larvae, with notes on eggs, puparia and pupae. Handbooks for the Identification of British Insects Vol 10 Part 14. pdf download manual (two parts Main text and figures index)